# Frankensteins Tante
Frankensteins Tante ist die Titelheldin dreier Bücher und einer siebenteiligen Fernsehserie, die auf dem ersten Roman von Allan Rune Pettersson basiert.
Die Geschichte ist eine humorvolle Variante des klassischen Frankenstein-Stoffes mit auch einigen tiefsinnigen Stellen.

## Bücher
Im Jahr 1978 erschien unter dem schwedischen Originaltitel Frankensteins faster (zu deutsch: Frankensteins Tante) das erste Buch von Allan Rune Petterson. Die Geschichte handelt von Hanna Frankenstein, der Tante des Barons, die nach Frankenstein kommt und versucht, das Chaos, das auf Grund der Versuche ihres Neffen auf dem Schloss herrscht, in Ordnung zu bringen. Dabei trifft sie auch auf die seltsamen Bewohner des Schlosses, unter anderem sind das neben Frankensteins Monster Graf Dracula und der Werwolf Larry Talbot.
Bei der späteren Fernsehserie wird im Titelvorspann erwähnt, dass die Verfilmung auf diesem Roman basiert. Für die Serie wurde die Geschichte aber relativ stark verändert. Es wurden Charaktere weggelassen und hinzugefügt, die Geschichte erweitert und Veränderungen bei der Handlung gemacht, inklusive eines anderen Endes. Die deutsche Ausgabe von 1987 trägt den Untertitel Der Roman zur Fernsehserie, was wegen der Unterschiede etwas irreführend ist, da dieser Titel für das zweite Buch zutreffender ist.
Im Jahr 1987 erschien im deutschsprachigen Raum ebenfalls unter dem Titel Frankensteins Tante ein Roman zur Serie von Werner Meier. In diesem Buch wird die Geschichte der Fernsehserie mit nur relativ wenigen Unterschieden erzählt.
Im Jahr 1989 erschien unter dem schwedischen Originaltitel Frankensteins faster – igen! (zu deutsch: „Frankensteins Tante – zurück!“) das zweite Buch von Allan Rune Petterson. Es ist eine direkte Fortsetzung seines ersten Buches und greift deshalb auch nicht die Geschichte der Fernsehserie auf. Die Handlung dreht sich diesmal um Franklin (benannt nach Benjamin Franklin), ein Kind, das von Dr. Frankenstein mit Hilfe von Dr. Pretorius für das Monster und seine Braut auf die gleiche künstliche Weise geschaffen wurde. Dieses erweist sich als ebenso erfindungsreich wie sein Namensvetter, was wieder zu Konflikten mit der Dorfbevölkerung führt. Das Buch ist bisher nicht auf Deutsch erschienen, aber z. B. auch auf Englisch unter dem Titel Frankenstein’s Aunt Returns.

## Serie
Im Jahr 1986 entstand die Serie Frankensteins Tante als Koproduktion von Österreich, Deutschland, Spanien, Frankreich und der Tschechoslowakei. Die Titelmusik wurde von dem damals 13 Jahre alten Kieran Hilbert in dem Hamburger Teldestudio eingesungen. Hilbert hatte zusammen mit seinem Bruder Lukas die Jugendband „FUTURE!“ gegründet. Beide Brüder spielten kurz danach in Udo Lindenbergs Panikorchester, produzierten ihn und bestritten gemeinsam dessen erste DDR-Tour.